# 克雷斯泰
克雷斯泰（法語：Crestet，法語發音：[kʁɛstɛ]）是法国普罗旺斯-阿尔卑斯-蓝色海岸大区沃克吕兹省的一个市镇，属于卡庞特拉区。

## 地理
克雷斯泰（44°13'4"N, 5°5'51"E）面积11.48 平方千米，位于法国普罗旺斯-阿尔卑斯-蓝色海岸大区沃克吕兹省，该省份为法国东南部内陆省份，北起德龙省，西北接阿尔代什省，西接加尔省，南至罗讷河口省，东南角与瓦尔省接壤，东临上普罗旺斯阿尔卑斯省。
与克雷斯泰接壤的市镇（或旧市镇、城区）包括：韦松拉罗迈讷、昂特勒绍、日贡达斯、马洛塞讷、圣马塞兰莱韦松、塞居雷。

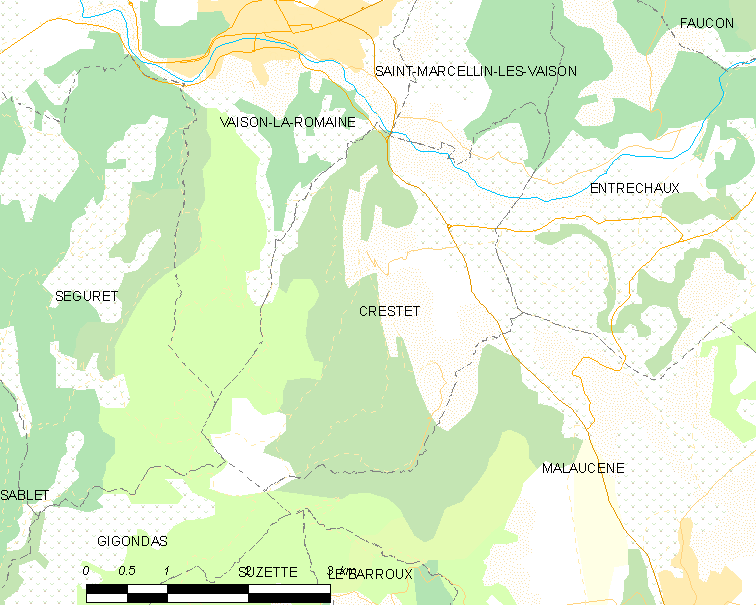
克雷斯泰的OSM定位图

克雷斯泰的时区为UTC+01:00、UTC+02:00（夏令时）。

## 行政
克雷斯泰的邮政编码为84110，INSEE市镇编码为84040。

## 政治
克雷斯泰所属的省级选区为韦松拉罗迈讷县。

## 人口

1962-2008年间克雷斯泰人口变化图示

克雷斯泰于2022年1月1日时的人口数量为418人。